# Marin Nikolov
Marin Nikolov (em búlgaro:  Марин Николов, 15 de novembro de 1901 — data de morte desconhecido) foi um ciclista olímpico búlgaro. Representou sua nação nos Jogos Olímpicos de Verão de 1936, na prova de perseguição por equipes.